# ABA Liga 2014-2015
La ABA Liga 2014-2015 è stata la 14ª edizione della Lega Adriatica. La vittoria del torneo fu appannaggio, per la prima volta nella storia della competizione, dei serbi della Stella Rossa Belgrado, sui croati della Cedevita Zagabria.

## Regolamento
Per la prima volta nella storia della manifestazione vi partecipa una squadra bulgara e la fase finale del torneo, che assegnerà il titolo, non viene disputata mediante la formula della Final Four bensì tramite regolare serie di Playoff. Gli ungheresi dello Szolnoki Olaj, che avevano annunciato l'intenzione di abbandonare la Lega Adriatica, si sono iscritti tramite wild card per sostituire gli sloveni dell'Helios Domžale che avevano acquisito sul campo il diritto a partecipare ma che hanno rinunciato per problemi economici.
Le 14 squadre partecipanti disputano un girone unico all'italiana, con partite d'andata e ritorno. Al termine della stagione regolare, le prime quattro classificate sono ammesse ai Playoff per il titolo. L'ultima classificata perde il diritto di partecipare alla prossima edizione della Lega Adriatica.

## Squadre partecipanti
Croazia
- Cedevita Junior
- Cibona Zagabria
- Zara

 Serbia
- Partizan
- Mega Belgrado
- Metalac Valjevo WC
- Stella Rossa

 Slovenia
- Krka Novo mesto
- Olimpija Lubiana

 Bosnia ed Erzegovina
- Igokea

 Bulgaria
- Levski Sofia WC

 Macedonia del Nord
- MZT Skopje WC

 Montenegro
- Budućnost WC

 Ungheria
- Szolnoki Olaj WC

## Regular season
|  | Qualificate per la Final four |
|  | Retrocessa                    |

|     | Squadra                       | G  | V  | P  | PF   | PS   | Diff. | P.ti |
| --- | ----------------------------- | -- | -- | -- | ---- | ---- | ----- | ---- |
| 1.  | Stella Rossa Telekom Belgrado | 26 | 24 | 2  | 2147 | 1790 | +357  | 50   |
| 2.  | Budućnost VOLI Podgorica      | 26 | 19 | 7  | 1993 | 1816 | +177  | 45   |
| 3.  | Cedevita Zagabria             | 26 | 18 | 8  | 2004 | 1838 | +166  | 44   |
| 4.  | Partizan NIS Belgrado         | 26 | 18 | 8  | 1924 | 1778 | +146  | 44   |
| 5.  | Union Olimpija Lubiana        | 26 | 15 | 11 | 1952 | 1849 | +103  | 41   |
| 6.  | Metalac Valjevo               | 26 | 13 | 13 | 1852 | 1936 | -84   | 39   |
| 7.  | Szolnoki Olaj                 | 26 | 12 | 14 | 1863 | 1922 | -59   | 38   |
| 8.  | Zadar                         | 26 | 12 | 14 | 1861 | 1931 | -70   | 38   |
| 9.  | Krka Novo Mesto               | 26 | 12 | 14 | 1894 | 1877 | +17   | 38   |
| 10. | Mega Leks Belgrado            | 26 | 11 | 15 | 2148 | 2148 | 0     | 37   |
| 11. | Cibona Zagabria               | 26 | 10 | 16 | 1934 | 2033 | -99   | 36   |
| 12. | Igokea Aleksandrovac          | 26 | 9  | 17 | 1866 | 1912 | -46   | 34   |
| 13. | MZT Skopje Aerodrom           | 26 | 7  | 19 | 1775 | 1938 | -163  | 33   |
| 14. | Levski Sofia (-1)             | 26 | 2  | 24 | 1698 | 2143 | -445  | 27   |

## Playoff

### Tabellone
|  | Semifinali | Semifinali      | Semifinali |                 |    | Finale       | Finale | Finale |  |
|  |            |                 |            |                 |    |              |        |        |  |
|  | 1.         | Stella Rossa    | 3          |                 |    |              |        |        |  |
|  | 1.         | Stella Rossa    | 3          |                 |    |              |        |        |  |
|  | 4.         | Partizan        | 1          |                 |    |              |        |        |  |
|  | 4.         | Partizan        | 1          |                 | 1. | Stella Rossa | 3      |        |  |
|  |            |                 |            |                 | 1. | Stella Rossa | 3      |        |  |
|  |            |                 | 3.         | Cedevita Junior | 1  |              |        |        |  |
|  | 2.         | Budućnost       | 3.         | Cedevita Junior | 1  | 2            |        |        |  |
|  | 2.         | Budućnost       |            |                 |    |              |        |        |  |
|  | 3.         | Cedevita Junior | 3          |                 |    |              |        |        |  |

### Semifinali
| Squadra 1                     | Totale | Squadra 2             | Gara 1 | Gara 2 | Gara 3 | Gara 4 | Gara 5 |
| ----------------------------- | ------ | --------------------- | ------ | ------ | ------ | ------ | ------ |
| Stella Rossa Telekom Belgrado | 3 - 1  | Partizan NIS Belgrado | 73-64  | 68-70  | 95-85  | 81-73  |        |
| Budućnost VOLI Podgorica      | 2 - 3  | Cedevita Zagabria     | 82-81  | 81-76  | 57-85  | 85-88  | 66-70  |

### Finale
| Squadra 1                     | Totale | Squadra 2         | Gara 1 | Gara 2 | Gara 3 | Gara 4 | Gara 5 |
| ----------------------------- | ------ | ----------------- | ------ | ------ | ------ | ------ | ------ |
| Stella Rossa Telekom Belgrado | 3 - 1  | Cedevita Zagabria | 68-59  | 69-65  | 62-72  | 89-79  |        |

| Lega Adriatica 2014-2015        |
| ------------------------------- |
| Stella Rossa Belgrado 1º titolo |

## Squadra vincitrice
| N° | Naz.                   | Ruolo | Sportivo         |  | Alt. |  |
| -- | ---------------------- | ----- | ---------------- |  | ---- |  |
| 3  | Stati Uniti (bandiera) | P     | Marcus Williams  |  | 191  |  |
| 4  | Serbia (bandiera)      | P     | Nikola Rebić     |  | 188  |  |
| 5  | Serbia (bandiera)      | A     | Nikola Čvorović  |  | 201  |  |
| 6  | Serbia (bandiera)      | G     | Nemanja Dangubić |  | 201  |  |
| 9  | Serbia (bandiera)      | AG    | Luka Mitrović    |  | 204  |  |
| 10 | Serbia (bandiera)      | GA    | Branko Lazić     |  | 196  |  |
| 11 | Slovenia (bandiera)    | G     | Jaka Blažič      |  | 196  |  |
| 12 | Serbia (bandiera)      | AP    | Nikola Kalinić   |  | 203  |  |
| 13 | Serbia (bandiera)      | C     | Boban Marjanović |  | 222  |  |
| 14 | Serbia (bandiera)      | C     | Đorđe Kaplanović |  | 210  |  |
| 15 | Serbia (bandiera)      | AG    | Marko Tejić      |  | 210  |  |
| 22 | Stati Uniti (bandiera) | G     | Charles Jenkins  |  | 191  |  |
| 24 | Serbia (bandiera)      | G     | Stefan Jović     |  | 190  |  |
| 33 | Germania (bandiera)    | C     | Maik Zirbes      |  | 207  |  |
|    | Montenegro (bandiera)  | All.  | Dejan Radonjić   |  |      |  |

## Premi e riconoscimenti
- ABA Liga MVP:  Nikola Jokić,  Mega Leks Belgrado[2]
- ABA Liga Finals MVP:  Boban Marjanović,  Stella Rossa Belgrado[3]
- Allenatore dell'anno:  Dejan Radonjić,  Stella Rossa Belgrado[4]
- Miglior prospetto:  Nikola Jokić,  Mega Leks Belgrado[5]
- Quintetto ideale:[6]
  -  Malcolm Armstead,  Krka Novo Mesto
  -  Suad Šehović,  Budućnost Podgorica
  -  Aleksandar Pavlović,  Partizan Belgrado
  -  Milan Mačvan,  Partizan Belgrado
  -  Boban Marjanović,  Stella Rossa Belgrado